# Loudi

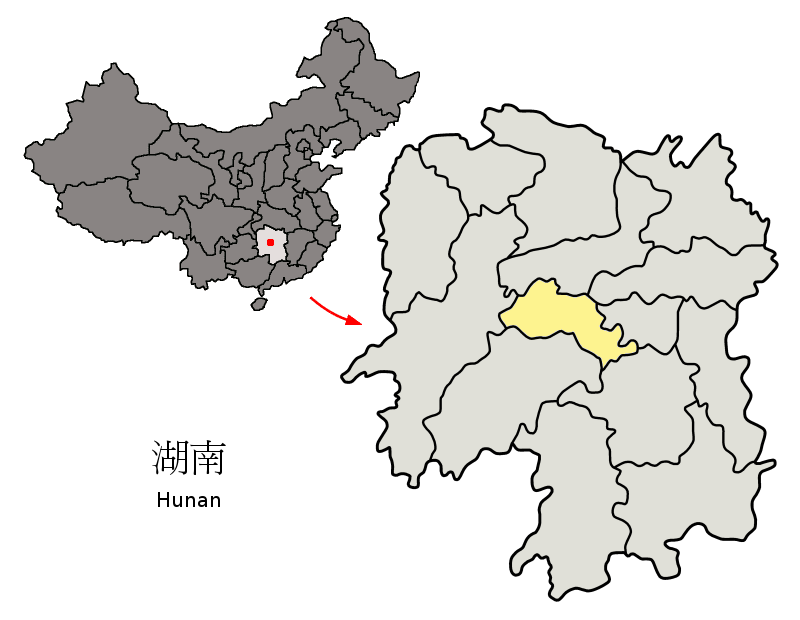
Lage von Loudi in Hunan

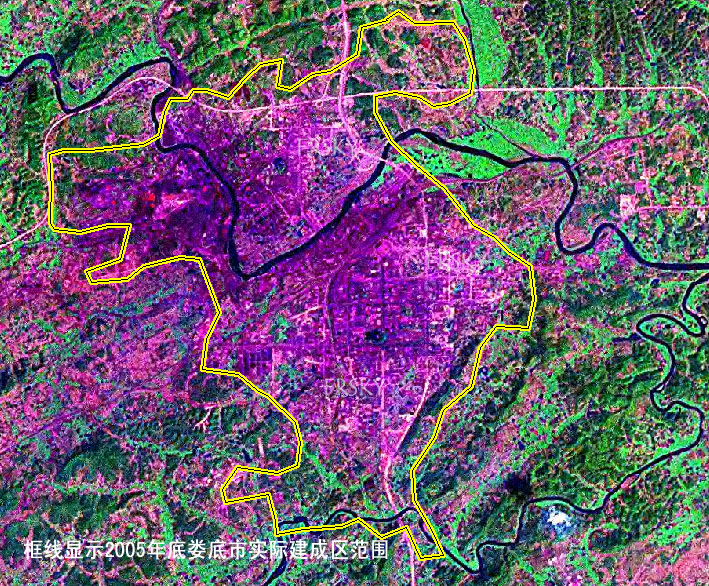
Loudi (Satellitenbild)

Loudi (chinesisch 娄底市, Pinyin Lóudǐ Shì) ist eine bezirksfreie Stadt im Zentrum der chinesischen Provinz Hunan. Loudi
liegt etwa 100 Kilometer südwestlich der Provinzhauptstadt Changsha. Loudi hat bei einer Fläche von 8.108 km² 3.826.996 Einwohner (Stand: Zensus 2020), wobei in dem eigentlichen städtischen Siedlungsgebiet 472.700 Personen leben (Stand: Ende 2018) und ist damit für chinesische Verhältnisse eine kleine bis mittlere Großstadt.

## Administrative Gliederung
Auf Kreisebene setzt sich Loudi aus einem Stadtbezirk, zwei kreisfreien Städten und zwei Kreisen zusammen. Diese sind:
- Stadtbezirk Louxing – 娄星区 Lóuxīng Qū;
- Stadt Lengshuijiang – 冷水江市 Lěngshuǐjiāng Shì;
- Stadt Lianyuan – 涟源市 Liányuán Shì;
- Kreis Shuangfeng – 双峰县 Shuāngfēng Xiàn;
- Kreis Xinhua – 新化县 Xīnhuà Xiàn.

## Persönlichkeiten
- Huang Guifen (* 1997), Sprinterin